# Coeficiente de Chézy
Se denomina coeficiente de Chézy al coeficiente {\displaystyle C} utilizado en la fórmula de Chézy para el cálculo de la velocidad del agua en canales abiertos:
{\displaystyle V(h)=C{\sqrt {R(h)*S}}}
donde:
- {\displaystyle \ V(h)} = velocidad media del agua en m/s, que es función del tirante hidráulico h
- {\displaystyle \ R(h)} = radio hidráulico, en m, función de h
- {\displaystyle \ S} = la pendiente de la línea de agua en m/m
- {\displaystyle \ C} = coeficiente de Chézy.

Una de las posibles formulaciones de este coeficiente se debe a Henri Bazin en 1865:
{\displaystyle \ C={\frac {87}{1+{\frac {m}{\sqrt {R(h)}}}}}}
donde:
- {\displaystyle \ m} es un parámetro que depende de la rugosidad de la pared

Aplicando la formulación de Bazin para el coeficiente de Chézy, la velocidad del agua en canales se calcula según la fórmula siguiente:
{\displaystyle \ V(h)={\frac {87}{1+{\frac {m}{\sqrt {R(h)}}}}}{\sqrt {R(h)*S}}}
Existen otras expresiones para el coeficiente C, entre las que se pueden citar:
- Fórmula de Kutter
- Fórmula de Manning
- Fórmula de Strickler